# Melanie Amann

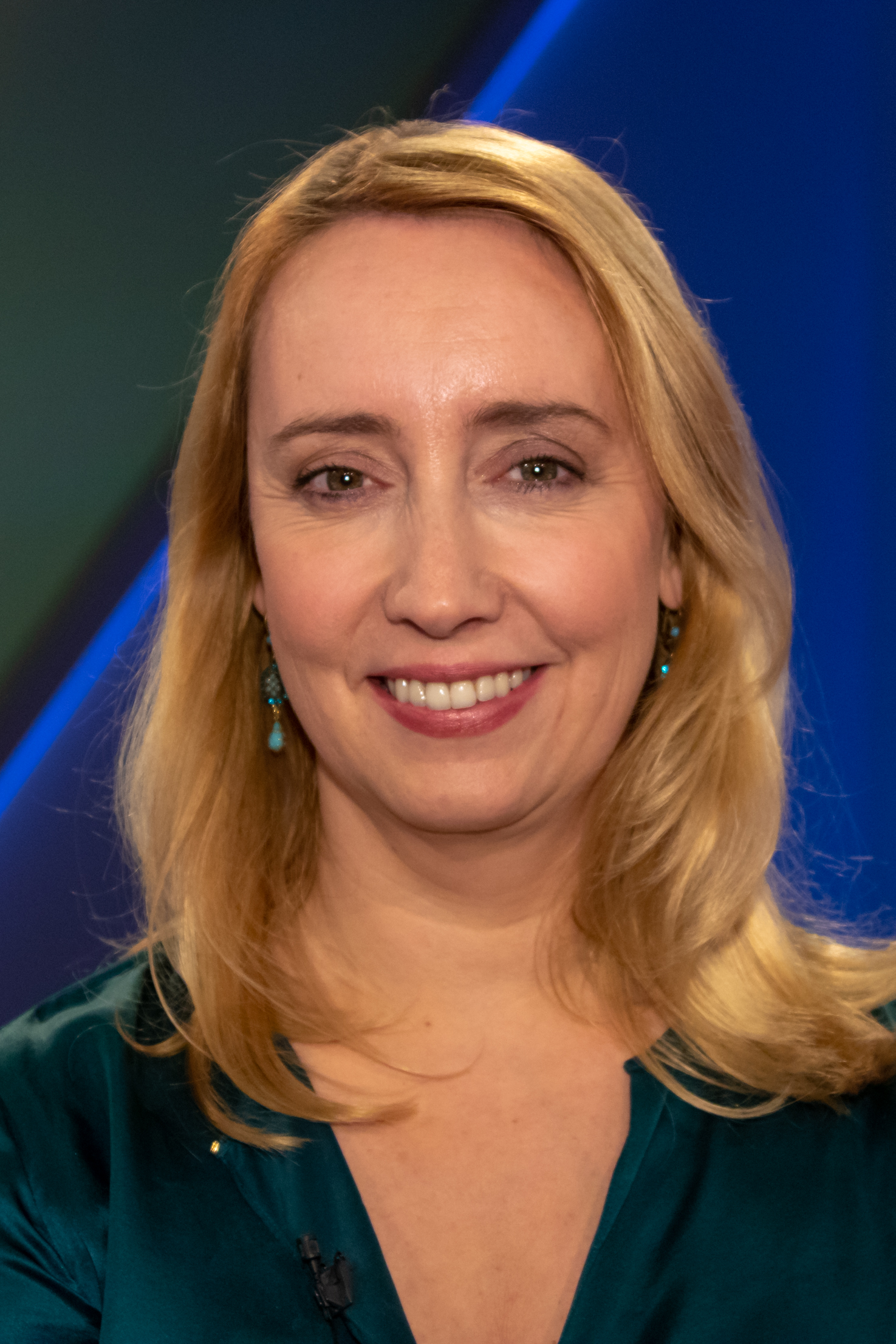
Melanie Amann (2019)

Melanie Amann (* 18. Mai 1978 in Bonn) ist eine deutsche Journalistin und Juristin. Sie ist stellvertretende Chefredakteurin des Nachrichtenmagazins Der Spiegel.

## Ausbildung und Beruf
Melanie Amann wuchs in Siegburg auf und legte im Juli 1997 am dortigen Anno-Gymnasium das Abitur ab. Von 1997 bis 2003 studierte sie Rechtswissenschaften an den Universitäten Trier,  Aix-Marseille III und an der Humboldt-Universität zu Berlin. Nach dem Ersten juristischen Staatsexamen wechselte Amann 2003 in den Journalismus und besuchte die Deutsche Journalistenschule in München. Gleichzeitig absolvierte sie einen Aufbaustudiengang Kommunikationswissenschaften an der Ludwig-Maximilians-Universität München. Hospitanzen führten sie unter anderem zum Bonner General-Anzeiger und zur Süddeutschen Zeitung. Seit 2005 war Amann Redakteurin der Financial Times Deutschland, für die sie vor allem über den Nahen Osten schrieb. 2006 wechselte sie in die Wirtschaftsredaktion der Frankfurter Allgemeinen Zeitung; dort betreute sie juristische Themen und die arbeitsrechtliche Rubrik der wöchentlichen Beilage Beruf und Chance. 2009 folgte der Wechsel zur Frankfurter Allgemeinen Sonntagszeitung.
Im Dezember 2011 wurde Amann bei Volker Rieble an der Ludwig-Maximilians-Universität München mit der Arbeit Die Belegschaftsabstimmung über ein betriebsverfassungsrechtliches Thema zur Dr. iur. promoviert. In ihrer Dissertation entwickelte Amann ein Konzept für eine verstärkte unmittelbare Teilhabe und Selbstbestimmung der Arbeitnehmer im Betrieb.
Ab 2013 war Melanie Amann Redakteurin im Hauptstadtbüro des Nachrichtenmagazins Der Spiegel, das sie seit 1. Februar 2019 gemeinsam mit Martin Knobbe leitet. Seit 5. Mai 2021 gehört Amann – zusätzlich zu ihrer bisherigen Funktion – der Chefredaktion des Nachrichtenmagazins an. Im Juni 2023 wurde bekannt, dass Amann ihre Aufgaben als Leiterin der Hauptstadtredaktion abgibt, um sich in der Chefredaktion der Transformation bei dem Hamburger Magazin zu widmen und dort die Digitalisierung voranzutreiben. Später gab sie die Koordination für investigative Recherchen ab. Im Oktober 2023 wurden Amann und Thorsten Dörting von Chefredakteur Dirk Kurbjuweit zu stellvertretenden Chefredakteuren des Magazins berufen.
Amann schreibt vor allem über die CDU und die Alternative für Deutschland (AfD) sowie über Justizthemen. Zudem ist sie regelmäßig Gast in Talkshows wie Phoenix-Runde, Markus Lanz, Anne Will und Presseclub sowie in anderen Fernsehsendungen.
Eine Jury des Medium Magazins wählte Amann 2018 zur „Politikjournalistin des Jahres“. Bereits 2015 hatte das Magazin Amann zu den zehn führenden politischen Journalisten Deutschlands gezählt.

## Angst für Deutschland(2017)
2017 veröffentlichte Amann das Buch Angst für Deutschland im Verlag Droemer Knaur, das im Mai 2018 in neuer Auflage vorgelegt wurde. Das – nach Ansicht von Toralf Staud „sorgfältig recherchierte“ – Buch behandelt den Aufstieg der AfD von der Parteigründung über die ersten Erfolge als gegen den Euro gerichtete Partei bis zum Wandel zur offen migranten- und islamfeindlichen Partei sowie über deren Finanzierung, Funktionäre und politische Strategien. Nach Meinung von Matthias Kamann sieht Amann vor allem mehr oder weniger existenzielle Ängste als Beweggründe der AfD-Funktionäre.
Drei Jahre nach Erscheinen des Buches klagte Frauke Petry gegen Verlag und Autorin auf Unterlassung von insgesamt 15 Aussagen und verlangte eine Entschädigung von 50.000 Euro. Nach Berufung und Widerruf eines zwischenzeitlich geschlossenen Vergleichs durch Petry gab das Oberlandesgericht Dresden im März 2023 acht der Beschwerden statt, etwa der Unterstellung, Petry habe einen „Pakt“ mit dem Thüringer Rechtsaußen Björn Höcke geschlossen, um Bernd Lucke zu stürzen. In sieben Punkten konnte Amann sich durchsetzen, da das Gericht zulässige Meinungsäußerungen erkannte, oder Tatsachenbehauptungen als belegt ansah. Die Freie Presse sprach von einem Pyrrhussieg Petrys, da der Entschädigungsanspruch zurückgewiesen wurde, ein Rückruf bereits ausgelieferter Exemplare nicht beantragt worden war und nur eine – vom Verlag nicht geplante – Neuauflage betroffen wäre.

## Ehrenamtliches Engagement
2001 gehörte Amann zum Gründungsvorstand der Berlin Debating Union, 2003 bis 2004 war sie Präsidentin des Verbandes der Debattierclubs an Hochschulen sowie 2004 bis 2005 Chefredakteurin von achte minute, einem mehrsprachigen Magazin der europäischen Debattierszene.

## Werke
- Die Belegschaftsabstimmung. Schriften zum Arbeitsrecht und Wirtschaftsrecht, Band 73. Peter Lang, Frankfurt am Main u. a. 2012, ISBN 978-3-631-63279-6 (Zugl.: München, Univ., Diss., 2011).
- Angst für Deutschland. Die Wahrheit über die AfD: wo sie herkommt, wer sie führt, wohin sie steuert. Aktualisierte und erweiterte Auflage. Droemer, München 2018, ISBN 978-3-426-27763-8.